# Blues with a feeling
Blues with a feeling is een studioalbum van Steve Hackett. Hackett gooide het eens over een andere boeg. Progressieve rock en klassieke muziek had hij al uitgegeven, in 1994 was het de beurt aan een album bluesmuziek.

## Musici
- Steve Hackett - gitaar, mondharmonica, zang
- Julian Colbeck – toetsinstrumenten
- Doug Sinclair – basgitaar
- Hugo Degenhardt – slagwerk

Met
- Dave Ball- basgitaar op Way down south en Love of another kind
- Jerry Peal – orgel op Love of another kind
- The Key Horns bestaande uit Matt Dunkley (trompet), John Lee (trombone), Peter Long tenorsaxofoon) en John Chapman (baritonsaxofoon)

## Muziek
| Nr. | Titel                                                   | Duur |
| --- | ------------------------------------------------------- | ---- |
| 1.  | Born In Chicago (Hackett)                               | 3:58 |
| 2.  | The stumble (Freddie King, Sonny Thompson)              | 2:55 |
| 3.  | Love of another kind (Hackett)                          | 4:00 |
| 4.  | Way down south (Hackett)                                | 4:29 |
| 5.  | A blue part of town (Hackett, Colbeck)                  | 3:04 |
| 6.  | Footloose (Hackett)                                     | 2:30 |
| 7.  | Tombstone roller (Hackett)                              | 5:18 |
| 8.  | Blues with a feeling (Walter Jacobs)                    | 4:23 |
| 9.  | Big Dallas Sky (Hackett, Colbeck, Sinclair, Degenhardt) | 4:48 |
| 10. | The 13th floor (Hackett)                                | 3:29 |
| 11. | So many roads (Paul Marshall)                           | 3:16 |
| 12. | Solid ground (Hackett, Colbeck, Sinclair, Degenhardt)   | 4:28 |